# Корф, Дмитрий Николаевич
Барон Дми́трий Никола́евич Корф (1881 — 29 августа 1924, Птуй, Югославия) — русский офицер и политик, член Государственной думы от Тверской губернии.

## Биография
Православный. Из дворян. Землевладелец Корчевского уезда (имение при селе Едимонове в 230 десятин).
Окончил 1-й Московский кадетский корпус, воинскую повинность отбывал в 1-м лейб-драгунском Московском полку, 30 сентября 1901 года произведен в прапорщики запаса армейской кавалерии.
С началом русско-японской войны добровольно отправился на фронт, где был прикомандирован ко 2-му Нерчинскому полку Забайкальского казачьего войска. Участвовал в сражениях при Ляояне, Шахе и Мукдене. За боевые отличия был награждён тремя орденами, в том числе орденом Св. Анны 4-й степени с надписью «за храбрость». Произведен в хорунжие (производство утверждено Высочайшим приказом от 22 декабря 1905).
По окончании войны вышел в запас армейской кавалерии по Корчевскому уезду, 14 февраля 1908 года был переименован в корнеты. 23 сентября 1906 года избран корчевским уездным предводителем дворянства. Кроме того, состоял почетным смотрителем Корчевского городского училища и почетным мировым судьей Корчевского уезда.
В 1912 году был избран членом Государственной думы от Тверской губернии. Входил во фракцию русских националистов и умеренно-правых (ФНУП), после её раскола в августе 1915 — остался среди сторонников П. Н. Балашова. Состоял секретарём думской комиссии об охоте, членом комиссий: земельной, сельскохозяйственной и по народному образованию.
С началом Первой мировой войны вернулся на военную службу и поступил корнетом в 1-й Московский драгунский полк, в 1915 — уволен от военной службы и зачислен в запас.
После Октябрьской революции эмигрировал в Югославию. Умер в 1924 году в Вурберкском санатории близ Птуя.

## Награды
- Орден Святой Анны 4-й ст. с надписью «за храбрость» (ВП 6.01.1905)
- Орден Святого Станислава 3-й ст. с мечами и бантом (ВП 19.02.1905)
- Орден Святой Анны 3-й ст. с мечами и бантом (ВП 16.05.1908)